# Stromkennzahl
Die Stromkennzahl {\displaystyle \sigma } bezeichnet in Heizkraftwerken und Blockheizkraftwerken das Verhältnis von elektrischer Leistung {\displaystyle P_{\text{el}}} zum Nutzwärmestrom {\displaystyle {\dot {Q}}_{\text{nutz}}}. Die Zahl drückt damit das Verhältnis von elektrischer Leistung zu genutzter Abwärmeleistung aus.
{\displaystyle \sigma ={\frac {P_{\text{el}}}{{\dot {Q}}_{\text{nutz}}}}}
Alternativ kann die Stromkennzahl auch aus elektrischer Energie {\displaystyle W_{\text{el}}} zu genutzter Abwärme {\displaystyle Q_{\text{nutz}}} definiert werden.
{\displaystyle \!\,\sigma ={\frac {W_{\text{el}}}{Q_{\text{nutz}}}}}
Eine große Stromkennzahl kennzeichnet eine hohe Ausbeute an elektrischer Energie im Verhältnis zur Nutzwärme. Die Stromkennzahl lässt jedoch keinen Rückschluss auf die Gesamteffizienz einer Anlage zu. 
Die Stromkennzahl ist abhängig von der Technologie und kann bei Stirlingmotoren zwischen 0,15 und 0,3 sowie bei Verbrennungsmotoren zwischen 0,3 und 1,2 betragen. Brennstoffzellen erreichen derzeit eine Stromkennzahl, die im Regelfall deutlich über den motorischen Stromkennzahlen liegen und bis zu 3,0 betragen können (vgl. SOFC).
Die Stromkennzahl einer Anlage ist keine feste Größe, sondern vom jeweiligen Betriebszustand der Anlage abhängig. Entnahmekondensations- und Gegendruckbetrieb vermindern zwar den elektrischen Wirkungsgrad, haben aber hohe differenzielle Heizzahlen. Die Stromkennzahl sinkt umgekehrt proportional in dem Maße wie sich die Wärmeauskopplung erhöht. 